# Tsuchiura
Tsuchiura (jap. 土浦市 Tsuchiura-shi) – miasto w Japonii, w prefekturze Ibaraki, na wyspie Honsiu. Położone jest nad jeziorem Kasumigaura. Ma powierzchnię 122,89 km². W 2020 r. mieszkało w nim 142 160 osób, w 62 693 gospodarstwach domowych  (w 2010 r. 143 023 osoby, w 56 674 gospodarstwach domowych).

## Przemysł
W mieście rozwinął się przemysł maszynowy, środków transportu oraz rybny.

## Historia
Wraz z utworzeniem nowego systemu administracyjnego 1 kwietnia 1889 roku w powiecie Niihari powstała miejscowość Tsuchiura. Teren miejscowości zwiększał się kilkukrotnie:
- 1 kwietnia 1937 – o teren wsi Nakaya,
- 1 czerwca 1939 – o teren wsi Azuma,
- 3 listopada 1940 – o teren miejscowości Manabe, zdobywając status miasta.

1 września 1948 roku miasto poszerzono o teren wioski Tsuwa, a 1 listopada 1954 roku – o teren wsi Kamiōtsu. 20 lutego 2006 roku w teren miasta została włączona wioska Niihari.

## Geografia
Miasto sąsiaduje z miejscowościami:
- Ushiku
- Tsukuba
- Kasumigaura
- Ishioka
- Ami

## Populacja
Zmiany w populacji terenu miasta w latach 1950–2020: